# Algemene Pharmaceutische Bond
De Algemene Pharmaceutische Bond (APB) is een beroepsfederatie van de (voornamelijk zelfstandig) apothekers in België. 
De oude spelling pharmaceutisch wordt behouden, omdat de vereniging destijds zo werd geregistreerd en omdat de afkorting APB alom ingeburgerd is. Bovendien is dezelfde afkorting aldus ook bruikbaar voor de Franstalige versie Association Pharmaceutique Belge.
De bond overkoepelt in feite verschillende plaatselijke (Antwerpse, Kempense, Brugse, Limburgse en andere) apothekersbonden.
Als brancheorganisatie behartigt ze de belangen van haar leden, onder meer bij overleg met mutualiteiten en overheden. De APB biedt haar leden ook een aantal diensten, zoals:
- juridische bijstand
- informatie over (recente) wetenschappelijke vorderingen en vooral
- de Dienst voor Geneesmiddelenonderzoek, waardoor de APB de controle van stalen voorverpakte geneesmiddelen overneemt van de zelfstandige apotheker.

De bond heeft een tweeledige structuur (Nederlands- en Franstalig), maar voert een aantal opdrachten gemeenschappelijk uit en is gevestigd in de Archimedesstraat 11, 1000 Brussel.